# Arik Air
Arik Air è una compagnia aerea nigeriana che opera principalmente da due hub all'aeroporto Internazionale Murtala Muhammed di Lagos e all'aeroporto Internazionale Nnamdi Azikiwe di Abuja. La sede principale di Arik Air è l'Arik Air Aviation Center sul terreno dell'aeroporto Internazionale Murtala Muhammed di Ikeja. Arik Air serve una rete di destinazioni regionali e di medio raggio in Africa.

## Storia

### I primi anni
Il 3 aprile 2006, Arik Air ha rilevato le ex strutture della Nigeria Airways a Lagos, circa tre anni dopo la sua liquidazione, e ha iniziato i lavori di ricostruzione. Il 14 giugno 2006, Arik ha preso in consegna 2 nuovi Bombardier CRJ 900 per volare su rotte nazionali in tutta la Nigeria e, nell'estate 2006, 2 Boeing 737-300 ex-United Airlines e 3 Bombardier CRJ200 da 50 posti.
Nell'agosto 2006, il Ministero federale dell'aviazione ha concesso ad Arik Air l'autorizzazione per volare verso Trinidad e Tobago e Amsterdam, Londra e Madrid in Europa. Inoltre, la compagnia aveva programmato di volare ad Atlanta, Miami e Houston negli Stati Uniti e Birmingham nel Regno Unito. Il 30 ottobre 2006, Arik Air ha iniziato i voli passeggeri di linea tra Lagos e Abuja utilizzando i CRJ 900. Le operazioni di volo per Calabar sono iniziate il 15 novembre 2006 e i servizi per Benin City ed Enugu il 7 gennaio 2007. La compagnia aerea era interamente di proprietà di Ojemai Investments.
Il 4 aprile 2008, Arik Air ha ottenuto il permesso di volare negli Stati Uniti dal Dipartimento dei trasporti degli Stati Uniti. Arik Air ha iniziato le operazioni internazionali per Londra-Heathrow il 15 dicembre 2008, utilizzando un Airbus A340-500 in wet lease da Hi Fly. Ha aggiunto Johannesburg il 1º giugno 2009, New York JFK il 30 novembre 2009 e Dubai il 28 luglio 2014.
La sussidiaria Arik Niger (codice IATA: Q9) ha iniziato le operazioni nell'aprile 2009, ma è stata chiusa nel febbraio 2010.

### Sviluppi dal 2010
Arik Air ha trasportato il suo 5 milionesimo passeggero il 6 agosto 2010 e il 18 settembre 2012 il suo 10 milionesimo passeggero, entrambi sui voli tra Johannesburg e Lagos. Il 20 settembre 2012, la compagnia ha annullato tutte le sue operazioni nazionali dopo che i funzionari dell'aviazione hanno fatto irruzione nell'ufficio della compagnia aerea a Lagos, in Nigeria. I voli sono ripresi il 23 settembre. Arik Air aveva effettuato un ordine per cinque Boeing 777-300ER, che è stato annullato nel 2011. La compagnia ha quindi effettuato un ordine per due Boeing 747-8I nel 2013. Tuttavia, all'inizio del 2017, ha convertito gli ordini del 747-8I in due Boeing 787-9 Dreamliner. Arik Air sarebbe dovuta essere l'ultimo cliente per il 747-8 in versione passeggeri. La conversione dell'ordine 747-8 in Dreamliners è avvenuta poco dopo che la compagnia aerea, a causa del grave stress finanziario e della maggior parte degli aeromobili non operativi, era stata rilevata dalla Asset Management Corporation of Nigeria (AMCON) all'inizio del 2017, ritenendo che la compagnia aerea fosse troppo grande per fallire. Dall'acquisizione, tutti i voli in partenza dall'Africa, insieme ai voli per il O.R. Tambo International Airport, sono stati gradualmente sospesi. Da allora, AMCON sta gradualmente rilanciando e stabilizzando la compagnia aerea e le sue operazioni.

### Fusione con Aero Contractors e Rebranding
A causa del debito di Arik Air, sono stati avviati i contatti per una fusione con Aero Contractors. È stato anche rivelato che, dopo la fusione, la nuova compagnia sarà rinominata "Nigeria Eagle" (o NG Eagle), con alcuni degli aerei già ridipinti per rappresentare la nuova livrea. Molti ipotizzano che sia un altro tentativo di ristabilire una compagnia aerea nazionale da parte di AMCON, anche se i funzionari hanno smentito, riferendo che si tratta solo di una start-up.

## Flotta

### Flotta attuale

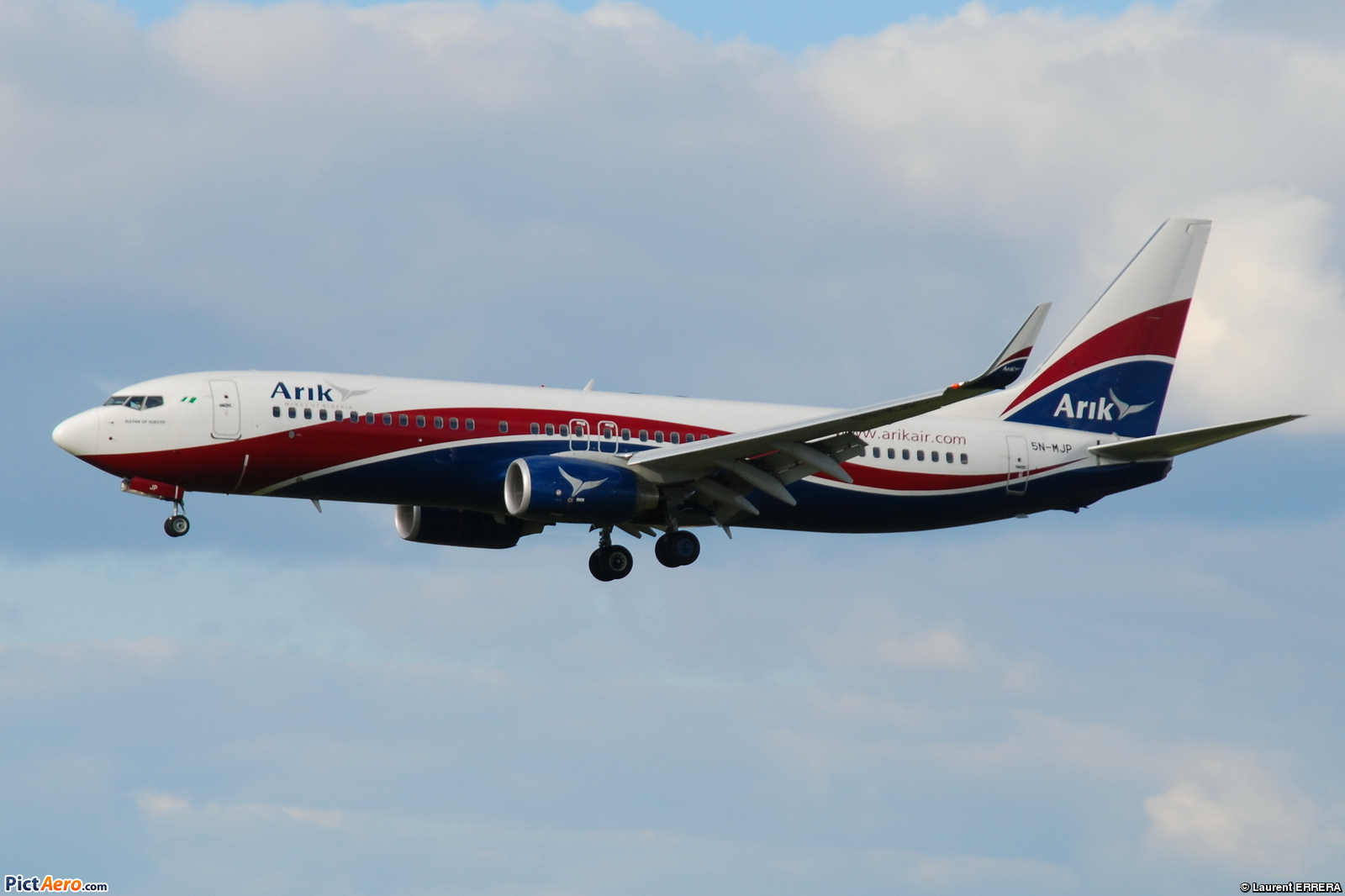
Un Boeing 737-800.

Ad agosto 2024 la flotta di Arik Air è così composta:

### Flotta storica

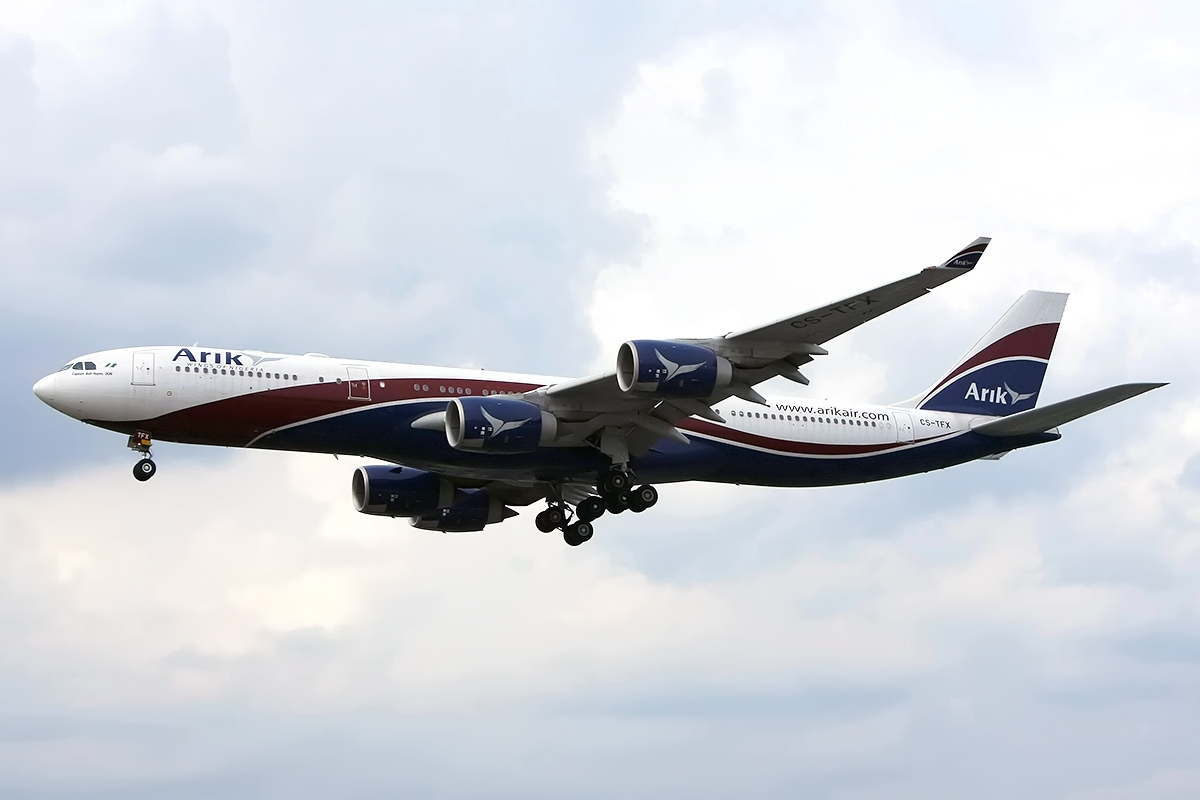
Un Airbus A340-500.

Arik Air operava in precedenza con i seguenti aeromobili: